# Étroubles
Étroubles is een gemeente in de Italiaanse regio Aostadal en telt 472 inwoners (31-12-2004). De oppervlakte bedraagt 39,2 km², de bevolkingsdichtheid is 12 inwoners per km².
De volgende frazioni (Frans.: hameaux) maken deel uit van de gemeente: Bézet, Chez-les-Blancs, Cerisey, Échevennoz, Éternod, La Collère, Lavanche, Pallais, Prailles, Vachéry, Véyaz.

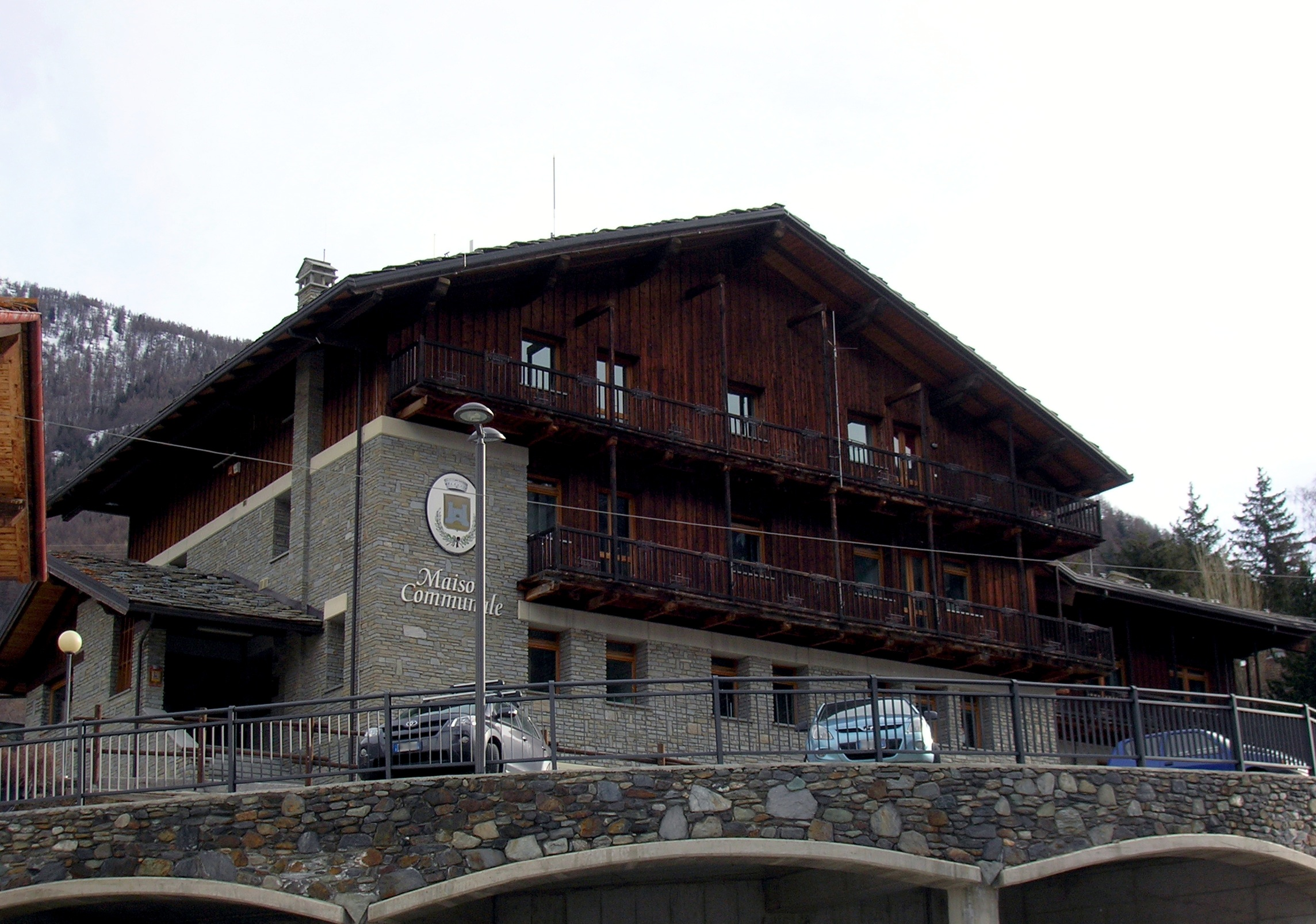
Gemeentehuis
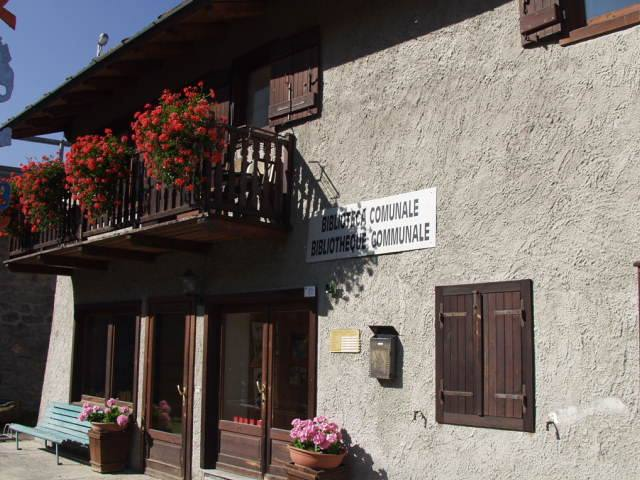
Bibliotheek
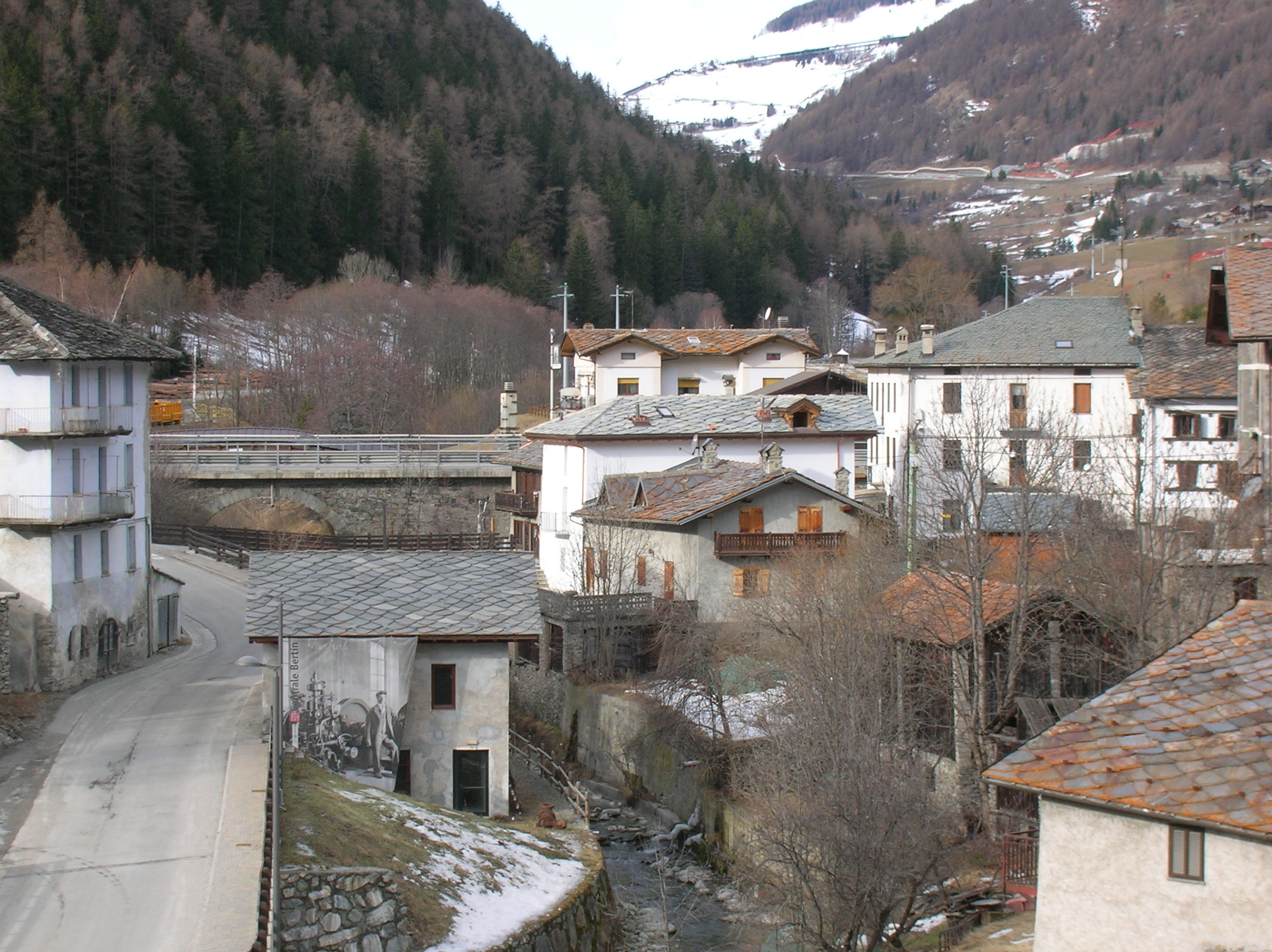
Étroubles

## Demografie
Étroubles telt ongeveer 223 huishoudens. Het aantal inwoners steeg in de periode 1991-2001 met 2,3% volgens cijfers uit de tienjaarlijkse volkstellingen van ISTAT.
| Jaar | Inwoneraantal |
| ---- | ------------- |
| 1991 | 429           |
| 2001 | 439           |

## Geografie
De gemeente ligt op ongeveer 1280 m boven zeeniveau.
Étroubles grenst aan de volgende gemeenten: Allein, Bourg-Saint-Pierre, Doues, Gignod, Ollomont, Saint-Oyen.